# Seznam slovenských hráčů v KHL v sezóně 2019/2020
Toto je seznam hráčů Slovenska v sezóně 2019/2020 KHL.

## Bobrovova divize
- HK Spartak Moskva • Július Hudáček
- HK Dynamo Moskva • Michal Čajkovský
- Dinamo Riga • nikdo
- Jokerit • nikdo
- Severstal Čerepovec • Adam Liška
- SKA Petrohrad • nikdo

## Tarasovova divize
- CSKA Moskva • nikdo
- HK Dinamo Minsk • nikdo
- Lokomotiv Jaroslavl • nikdo
- HK Soči • nikdo
- HK Viťaz Moskevská oblast •  nikdo

## Charlamovova divize
- Ak Bars Kazaň • nikdo
- Avtomobilist Jekatěrinburg • nikdo
- Torpedo Nižnij Novgorod • nikdo
- Metallurg Magnitogorsk • nikdo
- CHK Neftěchimik Nižněkamsk • nikdo
- Traktor Čeljabinsk • nikdo

## Černyšovova divize
- Admiral Vladivostok • Martin Bakoš
- Amur Chabarovsk • nikdo
- Avangard Omsk • nikdo
- Barys Astana • nikdo
- Salavat Julajev Ufa • nikdo
- HK Sibir Novosibirsk • nikdo
- HC Rudá hvězda Kunlun • nikdo